# Petr Tichý
Petr Tichý (* 5. července 1973 Brno) je bývalý český fotbalový obránce.

## Fotbalová kariéra
Hrál za FC Boby Brno, SK Tatran Poštorná a v Austrálii za Coburg United. V nejvyšší soutěži nastoupil ve 2 utkáních – po jednom v československé i české lize.

## Ligová bilance
| Ročník                                   | Zápasy | Góly | Minuty | Klub              |
| ---------------------------------------- | ------ | ---- | ------ | ----------------- |
| 1. československá fotbalová liga 1990/91 | 1      | 0    | 7      | FC Zbrojovka Brno |
| 1. česká fotbalová liga 1993/94          | 1      | 0    | 25     | FC Boby Brno      |
| CELKEM                                   | 2      | 0    | 32     |                   |